# Lijst van beelden in Delfzijl
Dit is een (onvolledige) chronologische lijst van beelden in de voormalige gemeente Delfzijl. Onder een beeld wordt hier verstaan elk driedimensionaal kunstwerk in de openbare ruimte van de Nederlandse gemeente Delfzijl, waarbij beeld wordt gebruikt als verzamelbegrip voor sculpturen, standbeelden, installaties, gedenktekens en overige beeldhouwwerken.
Voor een volledig overzicht van de beschikbare afbeeldingen zie: Beelden in Delfzijl op Wikimedia Commons.
| Geplaatst     | Omschrijving                                                 | Kunstenaar                                                                                          | Straat                                          | Plaats        | Materiaal       | Afbeelding |
| ------------- | ------------------------------------------------------------ | --------------------------------------------------------------------------------------------------- | ----------------------------------------------- | ------------- | --------------- | ---------- |
| 1716          | Twee monumenten voor de drie zijlen                          | | Nieuwweg                                        | Delfzijl      | natuursteen     |            |
| 1725          | De boog van Ziel                                             | Anthony Verburgh                                                                                    | Schepperbuurt                                   | Termunterzijl | natuursteen     |            |
| 1906          | Monument bij de spuisluis                                    | | M. Coendersbuurt                                | Termunterzijl | natuursteen     |            |
| 1922          | Loodsmonument                                                | De heren Noorda en De Vries van de firma M.C. de Vries Lzn. (steenhouwerij) te Groningen/Leeuwarden |                                                 | Delfzijl      | natuursteen     |            |
| 1939          | De Zee                                                       | Willem Valk                                                                                         | Marktstraat                                     | Delfzijl      | natuursteen     |            |
| 1950          | Oorlogsmonument Delfzijl                                     | Thees Meesters                                                                                      | Johan van den Kornputplein                      | Delfzijl      | witte kalksteen |            |
| 1956          | Monument zeevarenden                                         | Anna Dekking-van Haeften                                                                            | Abel Tasmanplein                                | Delfzijl      | brons           |            |
| 1956          | De Postduif                                                  | Johan Dijkstra                                                                                      | M. Coendersbuurt                                | Termunterzijl | natuursteen     |            |
| 1959          | zonder titel (twee in elkaar gestrengelde vissen)            | Rinus Meijer                                                                                        | Prins Bernhardlaan / Klipperlaan                | Delfzijl      | kalkzandsteen   |            |
| 1964          | Ontmoeting tussen water en land                              | Hildo Krop                                                                                          | Zeesluizen bij Eemskanaal                       | Farmsum       | brons           |            |
| 1966          | Maigret                                                      | Pieter d' Hont                                                                                      |                                                 | Delfzijl      | brons           |            |
| 1968          | zonder titel                                                 | Jef Depassé                                                                                         |                                                 | Delfzijl      | messing         |            |
| 1970          | Verzetsmonument 't Zwaantje                                  | Jan Wessels                                                                                         | Johan van den Kornputplein                      | Delfzijl      | metaal          |            |
| 1970          | Monument 1940-1945                                           | onbekend                                                                                            |                                                 | Wagenborgen   | zwerfsteen      |            |
| 1973          | onbekend                                                     | Jaap van der Meij                                                                                   | bij Eemsmondgebouw                              | Delfzijl      |                 |            |
| 1976          | Twee zeilen in de golven                                     | Jan van Eyl                                                                                         | vijver Kadijk (herplaatst in 2010)              | Delfzijl      | roodkoper       |            |
| 1978/2013     | Monument Oterdum                                             | Thees Meesters                                                                                      | Valgenweg                                       | Oterdum       | kunststof       |            |
| jaren 1980    | Monument voor donateurs restauratie kerk van Farmsum 1982-83 | ??                                                                                                  | hoek Koestraat-Pastorietuin                     | Farmsum       | steen           |            |
| 1986          | Zeilen                                                       | Chris Verbeek                                                                                       | Plankpad Bij de haven                           | Termunterzijl | cortenstaal     |            |
| 1988          | Seesight                                                     | Hans Mes                                                                                            | entree gemeentehuis                             | Delfzijl      |                 |            |
| 1990          | Video Clip Folly                                             | Coop Himmelb(l)au                                                                                   |                                                 | Delfzijl      | staal           |            |
| 1991          | Poort                                                        | René de Boer                                                                                        | Bronsweg                                        | Wagenborgen   | cortenstaal     |            |
| 1993          | Flat-Land-Shape                                              | Bas Lugthart                                                                                        |                                                 | Wagenborgen   | staal           |            |
| 1994          | Eeuwig water                                                 | Maree Blok en Bas Lugthart                                                                          |                                                 | Weiwerd       |                 |            |
| 1994          | Wereldbeeld                                                  | Toos Hagenaars                                                                                      | Menno van Coehoornplein                         | Delfzijl      | staal en brons  |            |
| 1994          | Abel Janszoon Tasman                                         | Stephen Walker                                                                                      | Abel Tasmanbrug (Hogelandsterweg / Damsterdiep) | Delfzijl      | brons           |            |
| 1995          | Bootwaarker                                                  | Albert Zweep                                                                                        | bij de Waterpoort                               | Delfzijl      | brons           |            |
| 2000          | Monument Ede Staal                                           | Chris Verbeek                                                                                       | Zeebadweg (op de zeedijk)                       | Delfzijl      | staal           |            |
| 2001 t/m 2004 | Dorpsmarkeringen                                             | Loes Heebink                                                                                        | bij begin van de bebouwde kom                   | Borgsweer     | aluminium       |            |
| 2009          | De mantel                                                    | Frans Kokshoorn                                                                                     | Bij Zorgcentrum aan het Tunnelpad               | Delfzijl      | brons           |            |
| 2009          | Oorlogsmonument                                              | | Bij de kerk van Borgsweer                       | Borgsweer     | natuursteen     |            |
| 2012          | Zeelu of Aanleggers                                          | Albert Zweep                                                                                        | Molenbergplein                                  | Delfzijl      | brons           |            |
| 2016          | Visserij monument                                            | Hans Nipshagen                                                                                      |                                                 | Termunterzijl |                 |            |